# 大阪茨木モスク
大阪茨木モスク または大阪茨木マスジドは、日本の大阪府茨木市にあるモスク。2006年に民家を購入するかたちで開堂され、宗教法人大阪茨木モスクによって管理されている。

## 歴史
1990年のはじめ、大阪大学のムスリムの留学生や研究員はOMA（Osaka Muslim Association）を結成し、ムスリムの起業家や関西の日本人と協力してモスクの設立のための募金活動をするべくマスジド委員会を形成し、ICFO（Islamic Culture Foundation Osaka）という名称で寄付を募る活動を開始した。マスジド委員会はもともと大阪市の中心部にモスクを建設するつもりだったが2005年を迎えても資金は足らず、また駐車場を求める声があったため中心部でなくてもよいという考えになった。マスジド委員会は大阪大学吹田キャンパスのムスリム向けの礼拝室が狭く、金曜礼拝の時などはムスリムが不自由していることを理由に大阪大学や近隣の豊川駅から近い物件を買うことを決めた。2005年12月には現在の茨木モスクとなる物件が見つかったものの、当時集まっていた寄付金は140万円で、購入金額の320万円を満たしていなかった。そこでマスジド委員会はMSAJ（Muslim Student Association Japan）に連絡を取り、関西に限らず日本全国で募金活動を行った。その成果もあって2006年3月31日には茨木モスクの物件を購入し、あまった募金で手洗い場と水場を設置した。同年4月22日にはOMAのメンバーやMSAJ、そのほか多くのモスクの代表者を招待して開堂式が開かれ、翌日には近隣住民や自治会、警察などが招待されて2回目の開堂式が行われた。

## 活動
茨木モスクはOMAによって半年ごとに持ち回りで会長や会計などの役職を担当して運営している。

### 集団礼拝
毎週金曜日の集団礼拝。2010年現在、茨木モスクにイマームはおらず、毎回選ばれた担当者がアラビア語と英語の二か国語で儀礼をおこなう。

### 土曜日プログラム
毎週土曜日のアスルの礼拝の後、以下の講義等が行われている。
- 子供向けクルアーン朗唱教室
- 預言者伝の講義
- その他イスラームに関する講義

土曜日プログラムは1年じゅう行われているが、断食明けの祭りを祝う週には行われない。

### ラマダン
ラマダンの時期にはタラウィーフおよびタハッジュドの礼拝が行われる。ラマダンの期間中は普段より出入りが多くなるため、近隣住民に菓子を添えて伝える。

## 交通アクセス
大阪モノレール 彩都線 豊川駅 (大阪府) 徒歩７分